# Guatapé
Guatapé egy település Kolumbia Antioquia megyéjében. Kedvelt turisztikai célpont.

## Földrajz
Guatapé Kolumbia középpontjától északnyugatra található, Antioquia megye keleti alrégiójában, Medellíntől körülbelül 80 km-re keletre. A községet, amelynek a település a székhelye, északon Alejandría, keleten San Rafael, délen pedig Granada és El Peñol határolja.

## Nevezetességek
A történelmi belváros kövezett utcái és színesre festett alacsony házai különleges hangulatot árasztanak. A település mellett található a híres Peñón de Guatapé nevű hatalmas monolit szikla, ami kedvelt turisztikai célpont. Ugyancsak látványos az a rendkívül ágas-bogas alakú hatalmas (több mint 2200 hektáros) víztározó, aminek egy-egy ága több irányból is határolja a települést.

## Képek

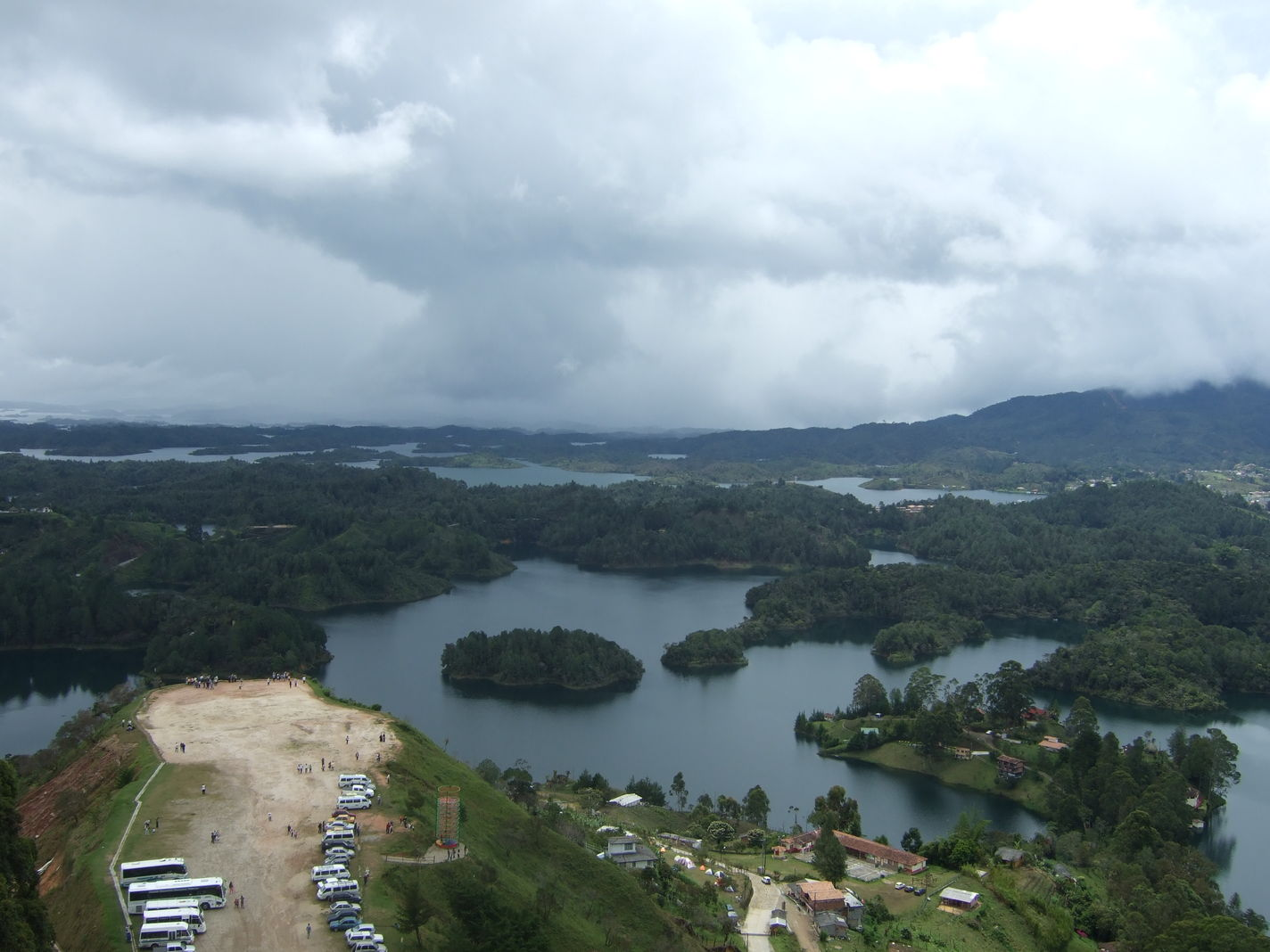
A település környékének látképe a víztározóval a Peñón de Guatapéról
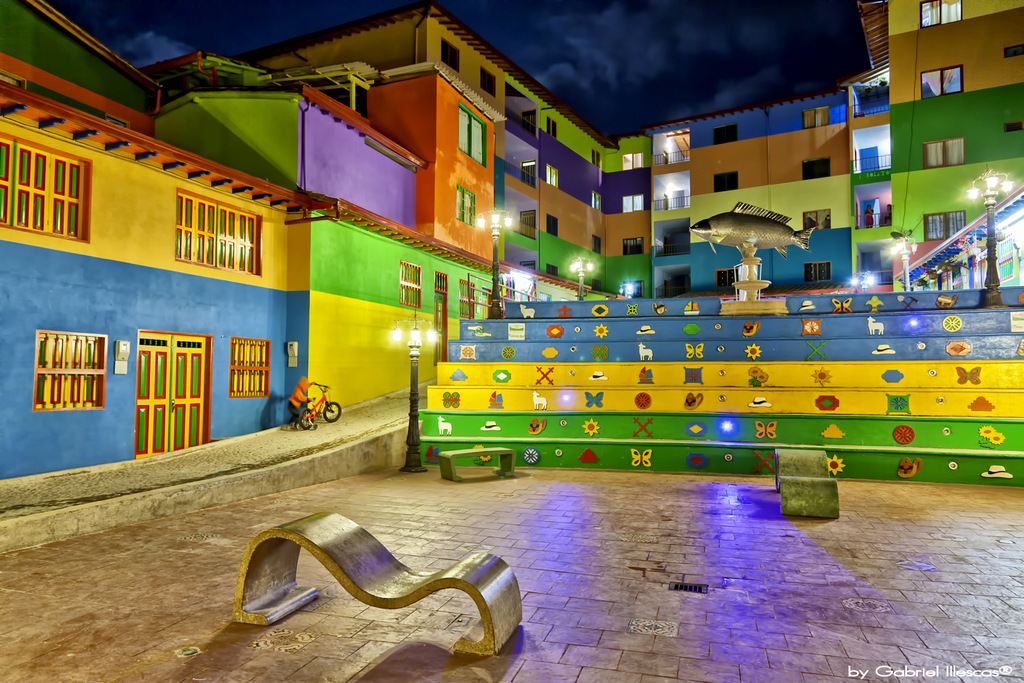
Színes házak
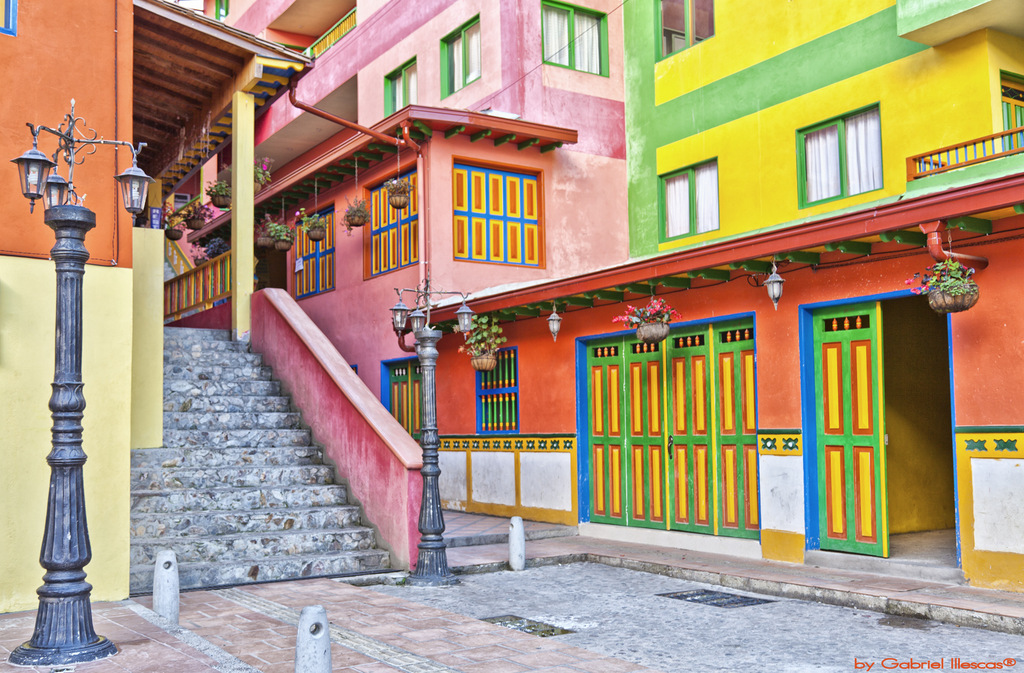
Színes házak
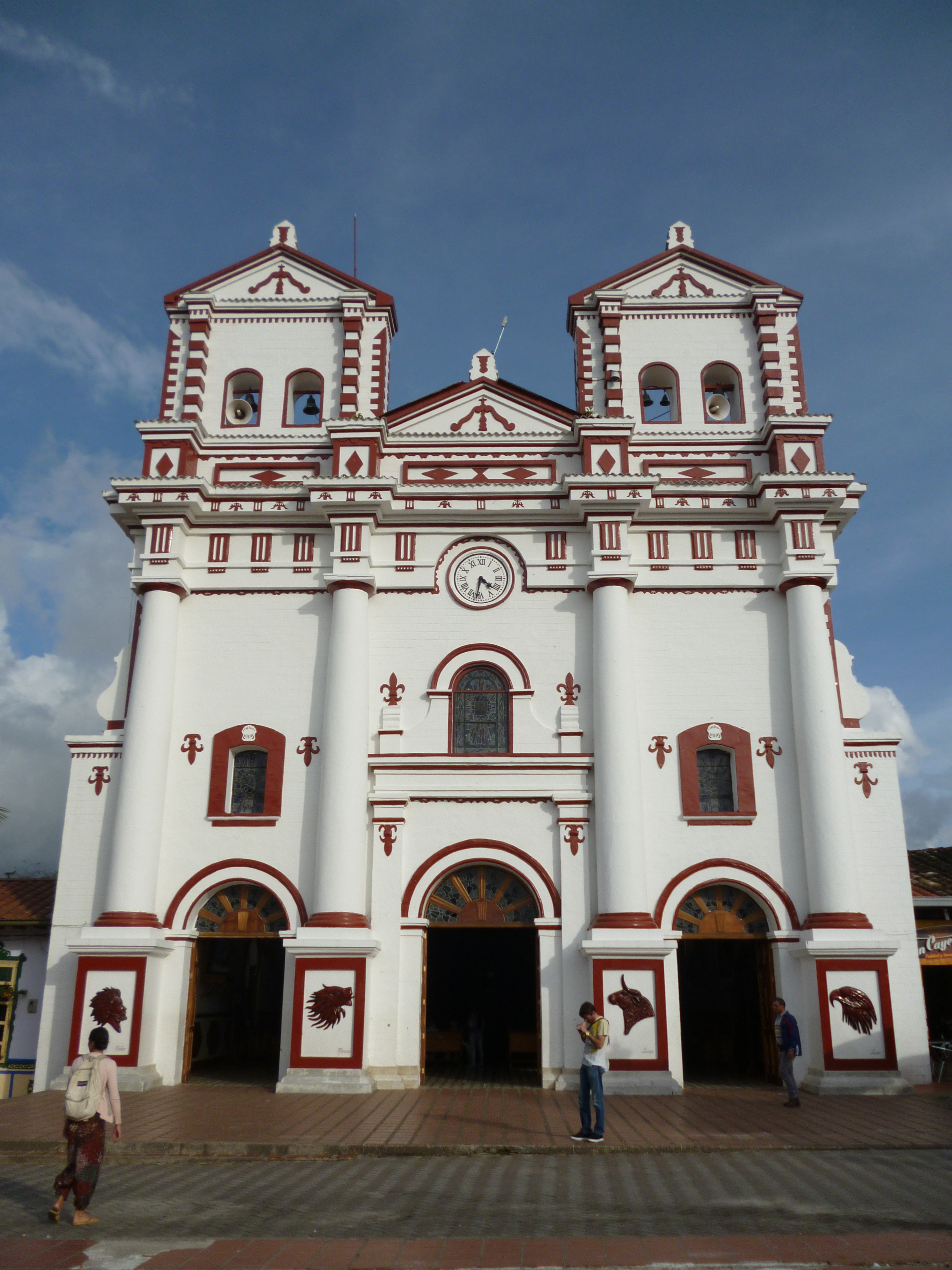
A Nuestra Señora del Carmen-templom